# Xabier Etxeita Gorritxategi
Xabier Etxeita Gorritxategi (Amorebieta, 31 oktober 1987) is een Spaans voetballer die doorgaans als verdediger speelt. Hij verruilde Athletic Bilbao in augustus 2019 voor Getafe CF. Etxeita debuteerde in 2015 in het Spaans voetbalelftal.
Zijn jeugdopleiding doorliep hij bij zijn dorpsploeg SD Amorebieta, waar hij tijdens het seizoen 2005-2006 zijn debuut maakte in de eerste ploeg, die uitkwam in de Tercera División. Dit ging niet ongemerkt voorbij, waarna hij het volgend seizoen ingelijfd werd door de grote buur uit Bilbao om met het tweede elftal, Bilbao Athletic, uit te komen in de Segunda División B. Zijn debuut in het eerste elftal maakte hij tijdens de Primera División wedstrijd tegen CA Osasuna, die gewonnen werd met 2 tegen 0. Door een kwetsuur kreeg hij niet veel speeltijd tijdens de eerste helft van het seizoen 2009-2010, waardoor hij tijdens de winter transfer periode voor zes maanden werd uitgeleend aan FC Cartagena. Na de eerste helft van het seizoen stond deze ploeg tijdens hun eerste seizoen in de Segunda División A op een derde plaats en wilde de voorzitter Francisco Gómez Hernández alles in het werk zetten om naar de hoogste divisie door te stoten. Dit mislukte en aan het eind van het seizoen werd hij niet vastgehouden voor het volgende seizoen bij de club uit Cartagena. Daardoor verhuisde hij voor het seizoen 2010-2011 naar streek- en reeksgenoot Elche CF. Deze ploeg kende een zeer goed seizoen en eindigde vierde, wat recht gaf op de eindronde voor promotie naar de hogere divisie. De finale van de play-offs begon goed met een 0-0 gelijkspel tijdens de uitwedstrijd bij Granada CF, mede door een door Granada gemiste strafschop in blessuretijd van de wedstrijd. In de terugwedstrijd werd het 1-1, en promoveerde Granada door het uitdoelpunt. Tijdens dit eerste seizoen was Etxeita invaller en speelde hij zo 21 wedstrijden. Tijdens het derde seizoen 2012-2013 was hij basisspeler van een ploeg die gedurende het hele seizoen op de eerste plaats stond.
Etxeita keerde in 2013 terug naar zijn geboortegebied om een driejarig contract te tekenen bij Athletic Bilbao, dan actief in de Primera División. Het mooiste succes was de winst in 2015 van de Supercopa de España.
Tijdens het seizoen 2018/19 vertrok hij op huurbasis naar een nieuwkomer in de Primera División, SD Huesca. Ondanks zijn vier doelpunten kon de ploeg haar plaats op het hoogste niveau van het Spaans voetbal niet veilig stellen. Ze zou de voorlaatste plaats in de eindrangschikking bezetten.
Hij zou door zijn overstap in het begin van het seizoen 2019/20 naar Getafe CF op het hoogste niveau actief blijven.
Vanaf seizoen 2021/22 zette hij één stapje terug door te tekenen bij het net naar de Segunda División A gedegradeerde SD Eibar.
Hij zou vanaf seizoen 2022/23 zijn carrière gaan afsluiten bij SD Amorebieta, de jeudgploeg van zijn geboortedorp waar alles begon. De ploeg was net gedegradeerd naar de Primera Federacion.  De ploeg speelde kampioen, waardoor het onmiddellijk terugkeerde naar het professionele voetbal.  Etxeita had met zijn zevenentwintig wedstrijden een belangrijke aandeel in het succes.  Hij volgde tijdens het seizoen 2023-2024 het team naar de Segunda División A.  Het bleef tot de laatste speeldag spannend, maar toen werd er van Mirandés verloren en zo degradeerde de ploeg reeds na één seizoen.

## Clubstatistieken
| Seizoen         | Club            | Land            | Competitie         | Competitie | Competitie | Beker | Beker | Supercup | Supercup | Europees | Europees | Totaal | Totaal |
| Seizoen         | Club            | Land            | Competitie         | Wed.       | Dlp.       | Wed.  | Dlp.  | Wed.     | Dlp.     | Wed.     | Dlp.     | Wed.   | Dlp.   |
| --------------- | --------------- | --------------- | ------------------ | ---------- | ---------- | ----- | ----- | -------- | -------- | -------- | -------- | ------ | ------ |
| 2006/07         | Bilbao Athletic | Vlag van Spanje | Segunda División B | 2          | 0          | —     | —     | —        | —        | —        | —        | 2      | 0      |
| 2007/08         | Bilbao Athletic | Vlag van Spanje | Segunda División B | 28         | 1          | —     | —     | —        | —        | —        | —        | 28     | 1      |
| 2008/09         | Bilbao Athletic | Vlag van Spanje | Segunda División B | 9          | 2          | —     | —     | —        | —        | —        | —        | 9      | 2      |
| 2008/09         | Athletic Bilbao | Vlag van Spanje | Primera División   | 14         | 1          | 2     | 0     | —        | —        | —        | —        | 16     | 1      |
| 2009/10         | Athletic Bilbao | Vlag van Spanje | Primera División   | 3          | 0          | 1     | 0     | —        | —        | 1        | 0        | 5      | 0      |
| 2009/10         | FC Cartagena    | Vlag van Spanje | Segunda División   | 14         | 0          | —     | —     | —        | —        | —        | —        | 14     | 0      |
| 2010/11         | Elche CF        | Vlag van Spanje | Segunda División   | 21         | 0          | 1     | 0     | —        | —        | —        | —        | 22     | 0      |
| 2011/12         | Elche CF        | Vlag van Spanje | Segunda División   | 36         | 1          | 1     | 0     | —        | —        | —        | —        | 37     | 1      |
| 2012/13         | Elche CF        | Vlag van Spanje | Segunda División   | 40         | 4          | 1     | 0     | —        | —        | —        | —        | 41     | 4      |
| 2013/14         | Athletic Bilbao | Vlag van Spanje | Primera División   | 3          | 0          | —     | —     | —        | —        | —        | —        | 3      | 0      |
| 2014/15         | Athletic Bilbao | Vlag van Spanje | Primera División   | 24         | 2          | 6     | 1     | —        | —        | 4        | 0        | 34     | 3      |
| 2015/16         | Athletic Bilbao | Vlag van Spanje | Primera División   | 30         | 0          | 4     | 1     | 2        | 0        | 9        | 0        | 45     | 1      |
| 2016/17         | Athletic Bilbao | Vlag van Spanje | Primera División   | 10         | 0          | 4     | 1     | —        | —        | 2        | 0        | 16     | 1      |
| 2017/18         | Athletic Bilbao | Vlag van Spanje | Primera División   | 5          | 1          | 2     | 0     | —        | —        | 8        | 1        | 15     | 2      |
| 2018/19         | SD Huesca       | Vlag van Spanje | Primera División   | 31         | 4          | 1     | 0     | —        | —        | —        | —        | 32     | 4      |
| 2019/20         | Getafe CF       | Vlag van Spanje | Primera División   | 17         | 0          | 2     | 0     | —        | —        | 3        | 0        | 22     | 0      |
| 2020/21         | Getafe CF       | Vlag van Spanje | Primera División   | 11         | 0          | 1     | 0     | —        | —        | —        | —        | 12     | 0      |
| 2021/22         | SD Eibar        | Vlag van Spanje | Segunda División   | 17         | 1          | 3     | 0     | —        | —        | —        | —        | 20     | 1      |
| 2022/23         | SD Amorebieta   | Vlag van Spanje | Primera Federación | 27         | 0          | —     | —     | —        | —        | —        | —        | 27     | 0      |
| 2023/24         | SD Amorebieta   | Vlag van Spanje | Segunda División   | 26         | 0          | 1     | 0     | —        | —        | —        | —        | 27     | 0      |
| Carrière totaal | Carrière totaal | Carrière totaal | Carrière totaal    | 368        | 17         | 30    | 3     | 2        | 0        | 27       | 1        | 427    | 21     |

Bijgewerkt op 9 juni 2024.

## Erelijst
| Competitie                  |                 |                 |                 |                 |
| Competitie                  | Aantal          | Jaren           |                 |                 |
| Athletic Bilbao             | Athletic Bilbao | Athletic Bilbao | Athletic Bilbao | Athletic Bilbao |
| --------------------------- | --------------- | --------------- | --------------- | --------------- |
| Supercopa de España         | 1x              | 2015            |                 |                 |
| SD Amorebieta               |                 |                 |                 |                 |
| Kampioen Primera Federación | 1x              | 2022-2023       |                 |                 |